# Stefan Lexa
Stefan Lexa (ur. 1 listopada 1976 w Klagenfurcie) – austriacki piłkarz występujący na pozycji pomocnika. Zawodnik klubu SV Ried.

## Kariera klubowa
Lexa urodził się w Austrii, ale jako roczne dziecko emigrował z rodziną do RFN-u. W 1983 roku rozpoczął tam treningi w klubie SV Heimstetten. W 1989 roku przeszedł do juniorów klubu TSV 1860 Monachium, a w 1995 roku trafił do SpVgg Landshut z Oberligi Bayern. W 1996 roku odszedł do Wackera Burghausen z Regionalligi Süd. W 1998 roku przeszedł do ekipy SV Wehen, także grającej w Regionallidze Süd.
Następnie w 1999 roku Lexa został graczem innego zespołu Regionalligi Süd, SSV Reutlingen 05. W 2000 roku awansował z nim do 2. Bundesligi. W 2001 roku przeniósł się z kolei do klubu SpVgg Unterhaching, także występującego w 2. Bundeslidze. Po roku spędzonym w jego barwach, podpisał kontrakt z hiszpańskim CD Tenerife z Segunda División. Również tam występował przez rok.
W 2003 roku wrócił do Niemiec, gdzie został graczem pierwszoligowego Eintrachtu Frankfurt. W niemieckiej Bundeslidze zadebiutował 1 sierpnia 2003 roku w przegranym 1:3 pojedynku z Bayernem Monachium. W 2004 roku spadł z zespołem do 2. Bundesligi. W 2005 roku powrócił z nim do Bundesligi. W Eintrachcie spędził jeszcze rok.
W 2006 roku odszedł do zespołu 1. FC Kaiserslautern, występującego w 2. Bundeslidze. Grał tam przez 2 lata. W 2008 roku podpisał kontrakt z austriackim SV Ried. W austriackiej Bundeslidze zadebiutował 9 lipca 2008 roku w wygranym 3:0 spotkaniu z SCR Altach, w którym zdobył także bramkę. 

## Kariera reprezentacyjna
W reprezentacji Austrii Lexa zadebiutował 28 marca 2001 roku w wygranym 2:1 meczu eliminacji Mistrzostw Świata 2002 z Izraelem. W latach 2001–2009 w drużynie narodowej rozegrał w sumie 6 spotkań.